# Eukleidas
Eukleidas (starořecky Ευκλείδας) byl král Sparty od roku 227 př. n. l. do roku 221 př. n. l. Vládl v linii královského rodu Eurypontovců, ale pocházel z královské rodiny Agiovců. Jeho spolukrálem byl jeho bratr Kleomenes III. (vládl 235–221 před n. l.)

## Nástup na trůn
Eukleidas během svého krátkého panování zůstal ve stínu svého známějšího bratra Kleomena III., Který se zapsal do dějin zaváděním reforem ve Spartě. Kleomenes za svým cílem šel nekompromisně. Po vítězném návratu z války proti achajskému spolku, převedl ve Spartě vojenský převrat. Zrušil Eforie a Gerúsia. Osmdesát nejkonzervativnějších přívrženců starého pořádku poslal do vyhnanství a už mu nestál v cestě jen Archidamos z královského rodu Eurypontovcov. Ten od smrti svého bratra Agida IV. během panování Eudamida III. žil v exilu (v Messénii). Po smrti Eudamida v roce 228 př. n. l. Ho Kleomenes zavolal, aby zaujal místo krále. Archidamos byl podle historika Polybia na Kleomenov podnět po krátkém čase zavražděn a na jeho místo Kleomenes dosadil svého bratra Eukleida. Jelikož ve Spartě byla diarchia a následník se volil vždy z téže královské dynastie do níž patřil jeho předchůdce, porušila se tím po staletí ustálená tradice.

## Jeho smrt v bitvě u Sellasii
V roce 221 př. n. l. Se vůdce Acháji spolku Arátos spojil s makedonským králem Antigona III. A jejich čtyřicetitisícová vojsko napadlo Spartu. Poslední rozhodující bitva se mezi protivníky odehrála na severu Lakónie při Sellasii. Bitva skončila totální porážkou Sparty. Plútarchos napsal, že Sparťané i přes velké početní převaze protivníka bojovali udatně. Ze šestitisícového vojska Sparty zůstalo naživu jen asi dvě stě Sparťanů. V bitvě zemřel i král Eukleidas před očima svého bratra Kleomena. Podle Plutarcha Kleomenes při pohledu na svého umírajícího bratra řekl: "Ztratil jsem tě můj nejdražší bratr, ztratil jsem tebe, ty vznešené srdce, si skvělý příklad Sparťana". Kleomenovi se podařilo uprchnout a svůj azyl našel v Egyptě, kde později v roce 219 př. n. l. spáchal sebevraždu.

## Podmínky vítězů
Po bitvě poprvé v historii Sparty na jejich území vstoupila noha nepřítele. Pokořena Sparta musela přijmout podmínky vítěze. Přikázali jim vstoupit do achajského spolku a podřídit se makedonskému velení. Spartský trůn zůstal na celé dva roky prázdný.